# Eišiškės
Eišiškės (polnisch Ejszyszki, russisch Эйши́шки/Eishishki, belarussisch Эйшы́шкі/Eishyshki, jiddisch אײשישאָק/Eyshishok/Eishishok, anhörenⓘ) ist eine Stadt im Südosten von Litauen an der Grenze zu Belarus. Sie liegt inmitten einer waldreichen Hügelgruppe am Fluss Verseka, der den nördlichen Stadtteil Jurzdika abtrennt und zum Merkys fließt. Nach dem Zensus von 2021 lebten dort 2908 Einwohner, von denen über 80 % polnischsprachig sind. Sie gehören zur Polnischen Minderheit in Litauen.

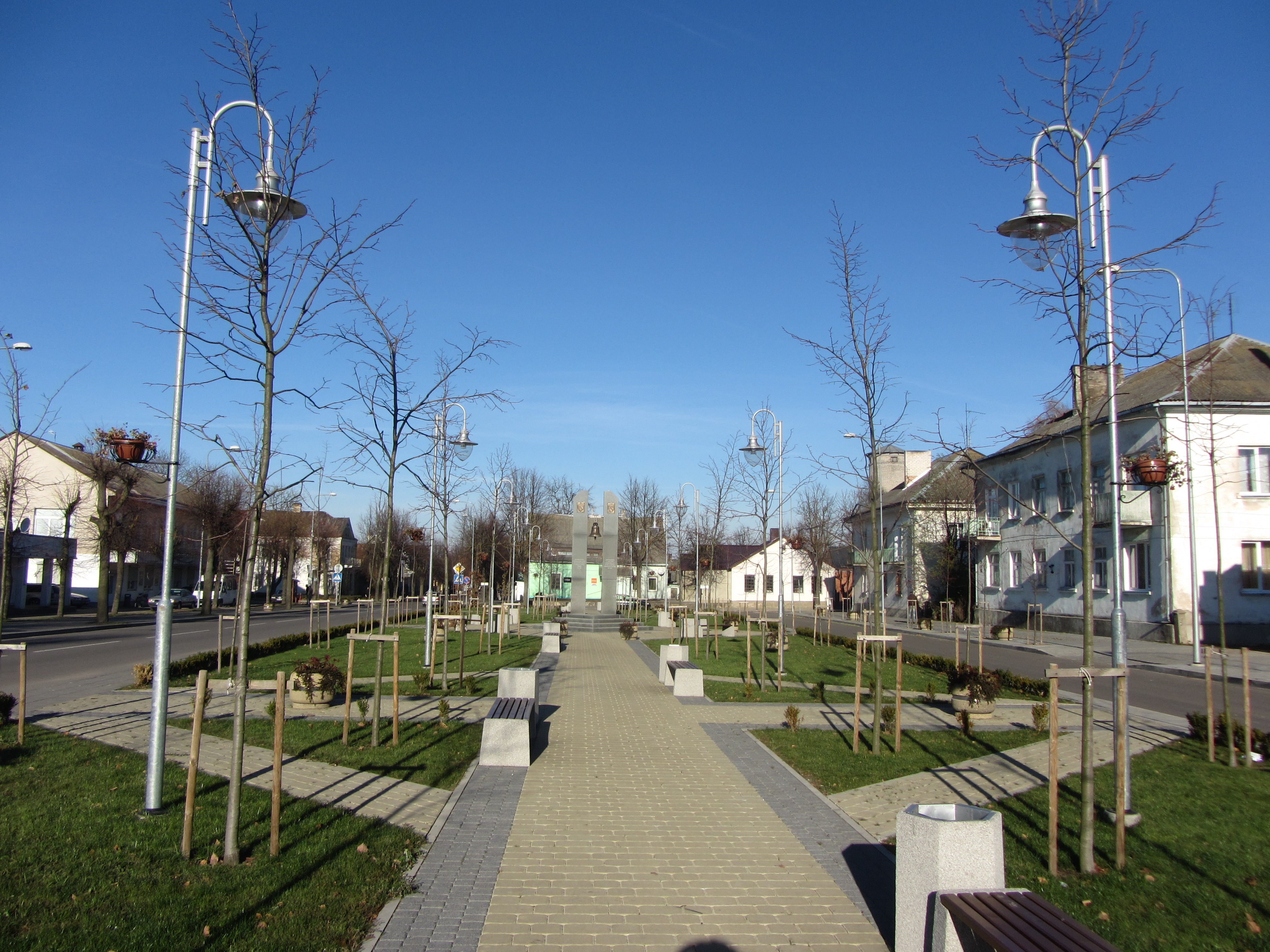
Zentraler Platz in Eišiškės

In der Stadt gibt es zwei Oberschulen, das litauische Stanislovas Rapalionis Gymnasium und das größere polnische Eišiškės Gymnasium. Die erste kirchliche Schule nahm ihren Betrieb bereits 1524 auf.

## Geschichte
Die sagenumwobene Gründung des Ortes geschah durch den namensgebenden Eikšys im frühen 14. Jahrhundert, möglicherweise ein Sohn des Fürsten Karijotas. Schon zuvor gibt es Spuren jüdischen Lebens, die frühesten in der Region: In Eišiškės wurde über jüdische Grabsteine berichtet, die bis ins späte 11. Jahrhundert zurückgehen. Sie sind heute nicht mehr vorhanden.

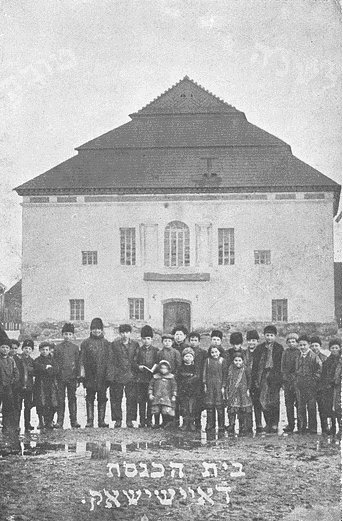
Große Synagoge in den frühen 1910er Jahren

Die erste Erwähnung von Eišiškės findet sich im Königsberger Vertrag (1384) zwischen dem litauischen Großfürsten Vytautas und dem Deutschen Ritterorden. Die erste Ehefrau von Vytautas Anna stammte möglicherweise aus dem Ort, sodass er nach seiner Taufe 1383 bald darauf hier eine der ersten katholischen Kirchen in Litauen erbaute. Bei dem Ort stand eine Burg, die den Handelsweg überwachte, der hier von Warschau bis Vilnius vorbeiführte. Stadtrechte erhielt der Ort im 17. Jahrhundert vom polnischen König Johann III. Sobieski. Diese Lage begünstigte den Wohlstand des Handelsortes. In den Jahren 1655 und 1706 wurde die Stadt durch Kriegsereignisse gebrandschatzt, die Bedeutung im Handel sank danach auf ein regionales Marktzentrum, besonders im Pferde- und Viehhandel. In der Zwischenkriegszeit von 1921 bis 1939 gehörte die Stadt zu Polen. Während noch im 18. Jahrhundert Juden die Hälfte der Bevölkerung ausmachten und 1820 sogar 80 % einnahmen, wanderten viele von ihnen im weiteren Verlauf des 19. Jahrhunderts aus, und der Anteil der Polen wuchs im 20. Jahrhundert auf über 70 %. Im September 1920 zog Marschall Józef Piłsudski im Polnisch-Litauischen Krieg durch den Ort.
Am 23. Juni 1941 eroberten deutsche Wehrmachtstruppen die Stadt, denen am 21. September 1941 eine SS-Einsatzgruppe folgte, begleitet von litauischen Helfern. Mehr als viertausend Juden aus dem Ort und seinen Nachbarstädten und -dörfern wurden zuerst in drei Synagogen und der jüdischen Schule festgesetzt und dann in Gruppen von 250 Männern auf den alten jüdischen Friedhof gebracht, wo SS-Männer ihnen befahlen, sich auszuziehen und sich an den Rand offener Gruben zu stellen. Dort wurden sie von litauischen Hilfstruppen erschossen. Frauen und Kinder wurden kurz darauf am anderen Ende der Stadt auf offenem Feld umgebracht, ältere Juden wiederum Tage später direkt hinter dem katholischen Friedhof ermordet. Der alte und der katholische Friedhof sind heute je ein Gedenkort mit einem Gedenkstein in drei Sprachen.
Der neue Friedhof wurde 1953 zerstört und in den Hof eines Kindergartens umgewandelt. Einige der privaten jüdischen Gebäude sind als Teil des baulichen Erbes erhalten, aus einer der Synagogen wurde in der sozialistischen Zeit eine Schulturnhalle. Juden leben hier nicht mehr.
Am Ende des Zweiten Weltkriegs gewann die Polnische Heimatarmee die Kontrolle über den Ort. Ihre Opfer werden auf einem eigenen Friedhof geehrt. Nach den Deutschen bekämpfte sie nach dem gescheiterten Aufstand von Vilnius (Operation Ostra Brama) vom 7. bis zum 13. Juli 1944 ebenso bis zum Dezember 1944 die Sowjets, insbesondere den NKWD.

## Bekannte Persönlichkeiten
- Stanislaus Rapagelanus (1485–1545), lit. Stanislovas Rapalionis, erster lutherischer Theologieprofessor an der Albertina Königsberg, erster Dichter in litauischer Sprache, Namensgeber des städtischen litauischen Gymnasiums[4]
- Theodor Narbutt (1784–1864), litauisch-polnischer Schriftsteller und Historiker der Geschichte Litaurens, Erbauer der Pfarrkirche[5]

## Einzelbelege
1. ↑  Bronius Kviklys: Lietuvos bažnyčios. Dalis 1: T. 5, Vilniaus arkivyskupija Istoriniai bruožai Vilniaus miesto bažnyčios. Amerikos Lietuvių Bibliotekos Leidykla, Chicago, Ill. 1985, ISBN 0-932042-54-6, S. 155 ff. (litauisch).
2. ↑  Yaffa Eliach: There Once Was a World. A Nine-Hundred-Year Chronicle of the Shtetl of Eishyshok. NY Times, Boston 1998, ISBN 0-316-23239-4 (englisch, nytimes.com [abgerufen am 18. Juli 2025]).
3. ↑  The Holocaust. Destruction of European Jewry. (PDF) US Holocaust Memorial Museum, archiviert vom Original (nicht mehr online verfügbar) am 16. Februar 2012; abgerufen am 18. Juli 2025 (englisch).
4. ↑  Eišiškių Stanislovo Rapolionio gimnazija. Abgerufen am 18. Juli 2025 (litauisch).
5. ↑  Teodor Narbutt. Abgerufen am 20. Juli 2025 (englisch).